# Кузнецово (Шемогодский сельсовет)
Кузнецово — деревня в Великоустюгском районе Вологодской области.
Входит в состав Шемогодского сельского поселения, с точки зрения административно-территориального деления — в Шемогодский сельсовет.
Расстояние по автодороге до районного центра Великого Устюга — 17 км, до центра муниципального образования Аристово — 1 км. Ближайшие населённые пункты — Верхнее Панкратово, Аристово, Нижнее Панкратово.
По переписи 2002 года население — 54 человека (24 мужчины, 30 женщин). Преобладающая национальность — русские (98 %).